# Quinn Fabray
Quinn Fabray es un personaje de ficción de la serie de comedia estadounidense Glee. El personaje es interpretado por la actriz Dianna Agron, y ha aparecido en Glee desde su episodio piloto, emitido el 19 de mayo de 2009 en Estados Unidos. Ella es la líder de las animadoras del instituto de secundaria William McKinley en  Lima, Ohio, así como miembro del Glee Club, llamado New Directions. 
En el primer episodio, Quinn se presenta como un personaje antagonista. Ella se une a New Directions para mantener vigilado a su novio Finn y se convierte en una espía de la entrenadora de animadoras Sue Sylvester (Jane Lynch); por otro lado, ella sigue siendo parte del Glee Club después de su retirada del equipo de animadoras, los «Cheerios», debido a su embarazo. 
En la 2 temporada se volvió a unir a las animadoras después de dejar en adopción a su hija en manos de Shelby, la madre de Rachel, por lo cual decide recuperar el amor de Finn y besarse delante de Rachel causando sus celos y acabar con Rachel sin darse cuenta de que un nuevo chico llamado Sam Evans iba a robarle el corazón. En la tercera temporada Quinn decide recuperar a su hija Beth junto con Noah Puckerman (Mark Salling).  Más adelante sufre un accidente automovilístico cuando va de camino para la boda de Rachel y queda en silla de ruedas, pero al tiempo después en el día del baile de graduación mientras interpretaba una canción se paró de la silla y días después ganó las nacionales 2012 con New Directions y se graduó de la secundaria y se fue a estudiar a Yale. 
En las siguientes temporadas se vio a Quinn como un personaje más amigable y maduro, aconsejando a sus amigos y valorándolos, específicamente a Puck y Rachel con quiénes tuvo muchas diferencias en el pasado. Quinn fue desarrollado por los creadores de Glee Ryan Murphy, Brad Falchuk e Ian Brennan. Varias canciones realizadas por Agron interpretando a Quinn han sido lanzados como sencillos, disponibles para su descarga, y a la vez disponen de álbumes de la banda sonora de la serie.

## Argumento

### Temporada uno
Quinn es presentada como la líder del equipo de porristas en la escuela secundaria William McKinley, las "Cheerios", entrenado por Sue Sylvester (Jane Lynch). Ella proviene de una familia cristiana conservadora, y es presidenta del club de celibato. Cuando su novio  Finn Hudson (Cory Monteith) se une al club Glee, New Directions, Quinn se preocupa por su interacción con la estrella del grupo, Rachel Berry (Lea Michele), y se une a New Directions junto con sus compañeras Cheerios Santana Lopez (Naya Rivera) y Brittany Pierce (Heather Morris). Sue luego los recluta a las tres para ayudarla a destruir el glee club desde adentro.
Al descubrir su embarazo, Quinn convence a Finn de que él es el padre, a pesar de que nunca tuvieron un encuentro sexual. Quinn afirma que debido a su problema de eyaculación precoz, y durante su tiempo en un jacuzzi, Finn había eyaculado en la bañera y Quinn había recibido el esperma. El verdadero padre es el mejor amigo de Finn, Puck (Mark Salling), quien se ofrece a apoyar a Quinn y al bebé, pero es rechazado por su irresponsabilidad. Quinn decide que el bebé sea adoptado, y acepta dárselo a Terri (Jessalyn Gilsig), la esposa del director del club Glee Will Schuester (Matthew Morrison), quien está fingiendo un embarazo. Cuando las noticias de su embarazo se revelan a la escuela, Quinn queda excluida del equipo de animadoras y su popularidad disminuye. Sus padres la desalojan y Quinn se muda con Finn y su madre. Ella comienza a reconsiderar la adopción del bebé, y le da a Puck la oportunidad de demostrar su valía, pero él no es confiable, por lo que vuelve a su plan de darle el bebé a Terri. Quinn chantajea a Sue para que la deje reunirse con los Cheerios, pero finalmente decide no hacerlo, prefiriendo quedarse con el club Glee, donde se siente aceptada. Finn descubre la verdad sobre la paternidad del bebé de Rachel, y rompe con Quinn. Puck nuevamente se ofrece a apoyarla, pero ella lo rechaza y le dice que quiere manejar el embarazo sola. Ella se muda con la familia de Puck, pero después de formar una amistad con su compañera miembro de New Directions, Mercedes Jones (Amber Riley), Quinn vive con su familia. Ella da a luz a una hija, llamada Beth por Puck, quien es adoptada por Shelby Corcoran (Idina Menzel), entrenadora del club rival Vocal Adrenaline y la madre biológica de Rachel.

### Temporada dos
En el comienzo del nuevo año escolar, Quinn es readmitida como animadora principal. Ella comienza a salir con Sam Evans, un nuevo miembro del club Glee y luego acepta un anillo de promesa de él. Cuando Sue obliga a Quinn, Santana y Brittany a elegir entre las porristas y el club Glee, las tres inicialmente van con los Cheerios para mantener su popularidad, pero Finn las convence más tarde de volver a New Directions. Quinn engaña a Sam con Finn, y Sam deja a Quinn después de que ella le mienta sobre su tiempo con Finn. Ella y Finn se reúnen, y Quinn comienza a hacer campaña para las elecciones de rey y reina del baile de graduación. Lauren Zizes (Ashley Fink), la nueva novia de Puck y una de las rivales de Quinn para la reina del baile, descubre que antes de transferirse a McKinley High, Quinn era conocida por su primer nombre, Lucy. Tenía sobrepeso e impopular, y después de adelgazar y someterse a una rinoplastia, se reinventó como Quinn, usando su segundo nombre. En el baile de graduación, Finn es expulsado por pelear con el amigo de Rachel, Jesse St. James. Quinn no es nombrada reina del baile y culpa a Rachel por su pérdida. Ella la abofetea, pero inmediatamente se arrepiente y se disculpa. Finn luego rompe con Quinn cuando se da cuenta de que tiene una conexión más profunda con Rachel.

### Temporada tres
Quinn se ha reinventado por completo y se niega a unirse a Cheerios o a New Directions, aunque cuando New Directions interpreta "You Can't Stop The Beat" en el auditorio, se puede ver a Quinn mirándolos. Shelby deja que Puck vea a Beth, pero rechaza el deseo de Quinn de hacer lo mismo debido a la actitud, apariencia y comportamiento de chica mala de Quinn.  Después de ver una foto de una feliz Beth y Puck, Quinn reanuda su apariencia normal, y Will y las Nuevas Direcciones le dan la bienvenida nuevamente al club, pero Quinn le revela a Puck que solo está fingiendo comportarse para llevar a Beth de vuelta de Shelby y tiene la intención de perseguir la custodia total. Después de que Puck le cuenta a Shelby las verdaderas intenciones de Quinn, Shelby le informa a Quinn que no la quiere en la vida de Beth. Quinn luego revela el deseo de tener un segundo bebé con Puck, pero Puck se niega. 
Más adelante, aconseja a Rachel de no casarse con Finn, mientras se entera de que ha sido aceptada en Yale. Quinn pide que le permitan volver a unirse a las Cheerios, pero Sue se niega.  Sin embargo, después de las Regionales, cambia de opinión. Quinn también cambia de opinión sobre el matrimonio de Finn y Rachel y lo apoya. Es aceptada como dama de honor para la boda de Rachel y Finn, pero en camino a la ceremonia, sufre un accidente que la deja en silla de ruedas por unas semanas. En "Prom-asaurus", Quinn se levanta en medio de una canción con Santana; Cuando Quinn es nominada para reina del baile, Finn accede a hacer campaña con ella, pero se indigna cuando descubre que ha estado ocultando el hecho de que ahora puede presentarse al voto de simpatía. Cuando ella y Santana cuentan los votos, descubren que Finn ha ganado y Quinn también. Quinn se da cuenta de que la victoria no significa nada e informan falsamente que los resultados de la reina del baile son una victoria por escrito para Rachel. Su recuperación es lo suficientemente rápida y más adelante en las Nacionales, baila los números con New Directions que finalmente gana la competencia. Al final de temporada Quinn se gradúa y le devuelve su uniforme de porristas a Sue, y las dos se despiden con lágrimas en los ojos.

### Temporada cuatro
Quinn regresa a Lima para el Día de Acción de Gracias en el octavo episodio de la temporada, y ayuda a guiar a los nuevos miembros de New Directions mientras se preparan para la competencia de las Seccionales. Quinn se asocia con Kitty Wilde (Becca Tobin). Kitty convence a Quinn, a quien ella idolatra, de que Jake Puckerman (Jacob Artist), medio hermano de Puck, está presionando a Marley para que tenga relaciones sexuales con él. Quinn se vuelve hostil hacia Jake, Santana se enfrenta a Quinn por haber descubierto que Kitty le ha dado a Marley laxantes para promover su bulimia. Quinn, que está saliendo con uno de sus maestros en Yale, acusa a Santana de estar celosa de ella, lo que lleva a una pelea antes de que Quinn salga de la sala del coro. Quinn viaja a Nueva York para darle consejos útiles a Rachel sobre si hacer o no una escena desnuda en un cortometraje. Quinn regresa a Lima para la boda de Will y Emma y evidentemente soltera de nuevo, expresa sus frustraciones sobre los hombres. Ella y Santana se emborrachan en la recepción de la boda y duermen juntas, lo que, según ellas, fue divertido una vez, y luego dos veces, para Quinn

### Temporada cinco
Quinn regresa a Lima con un nuevo novio, Biff, para el episodio 100. Puck está celoso de su relación, porque todavía la ama. Quinn le está mintiendo porque todavía no quiere que él sepa sobre su pasado. Puck la convence de decirle a Biff la verdad, y ella lo hace. Biff reacciona mal y la insulta, lo que provoca una pelea entre Puck y Biff. Luego se separan. Puck y Quinn hablan sobre Finn y su relación, y ella se da cuenta de que no lo ama. Quinn en el próximo episodio confirma que es lesbiana y besa a Rachel.

### Temporada seis
Quinn junto con los exalumnos de New Directions regresan en el episodio "Homecoming" para ayudar a Rachel y Kurt a reconstruir al coro. Quinn, Santana y Brittany intentan reclutar nuevos miembros haciendo de Cheerios, pero solo reclutan a los gemelos Mason y Madison cuando la exmiembro de Glee, Kitty, quien fue la única miembro que no fue transferida cuando Sue la vio como una jugadora estrella, anunció que no regresaría por la forma en que Artie la trataba a ella y a todos los demás cuando él se fue.  
Ella aparece en "Jagged Little Tapestry" junto con Tina para ayudar a Becky a convencer a su nuevo novio de que está en todos los clubes de la escuela. Quinn, Tina, Sue y el entrenador Roz reciben una gran sorpresa cuando descubren que el novio de Becky, Darrell, no tiene síndrome de Down como Becky. Todos reciben una gran lección cuando lo confrontan y se dan cuenta de que una persona con síndrome de Down debe ser tratada como todos los demás. A pesar de ser la mejor amiga de Santana y Britany, está notablemente ausente durante su boda en "A Wedding". Ella es mencionada varias veces durante el episodio paralelo al Piloto "2009", como la novia animadora de Finn. Más tarde se la ve durante la interpretación de Don't Stop Believin viendo la actuación con Sue y Santana. Ella regresa en los últimos minutos del final de la serie "Dreams Come True" interpretando junto a los demás miembros I Lived en el Auditorio.

## Desarrollo

### Casting y creación
Quinn es interpretada por la actriz Dianna Agron. En el casting de Glee, el creador de la serie Ryan Murphy buscó actores que pudieran identificarse con la prisa de protagonizar papeles teatrales. En lugar de usar las llamadas tradicionales de la red, pasó tres meses en Broadway buscando actores desconocidos. Agron fue la actriz primario en ser elegida, habiendo ganado el papel solo unos días antes de que el piloto comenzara a filmarse.  Agron hizo una audición para Glee con antecedentes en el baile y la actuación. Ella ha estado tomando clases de baile desde la edad de tres años, apareció en muchas producciones de teatro de música y ha aparecido en papeles de televisión para Skidmarks, CSI: NY y Heroes.. Agron dijo en una entrevista de 2009 relacionada con su sesión de casting: "Casi salí de mi audición para el show. Estaba tan nerviosa". Con su buena apariencia sana, Agron ciertamente lució el papel, pero los productores se preguntaron si parecía demasiado inocente. Agron dijo en una entrevista: "Me dijeron que volviera con el pelo liso y que me vistiera más sexy. Más tarde esa semana, comencé a trabajar". Agron audicionó con "Fly Me to the Moon" de Frank Sinatra. Los productores de Glee dijeron que "tuvimos mucha suerte al encontrar a Agron para interpretar a Quinn".
En diciembre de 2010, Ryan Murphy anunció que el reparto de Glee sería reemplazado al final de la tercera temporada para coincidir con su graduación. Murphy dijo: "Cada año vamos a poblar un nuevo grupo. No hay nada más deprimente que un estudiante de secundaria con una calvicie". También reveló que parte del elenco original se irá a partir de 2012: "Creo que debes ser fiel al hecho de que aquí hay un grupo de personas que entran y salen de la vida de estos maestros". Aunque cuatro a finales de febrero de 2012, se confirmó que los graduados de último año regresaban en la cuarta temporada (Rachel, Finn, Kurt y Santana), no hubo ningún anuncio sobre Quinn o ningún otro estudiante de último año. A partir de mayo de 2012, Murphy declaró que todos los graduados de último año volverán para la temporada 4, pero no todos harán "los 22 episodios".

## Recepción
La historia del embarazo accidental del personaje recibió críticas mixtas por parte de la prensa. Tim Stack de Entertainment Weekly lo consideró "un buen giro dramático", pero esperaba que no fuera una historia de larga duración. Las reseñas de su historia se volvieron cada vez más negativas, aunque Agron fue elogiada por su dramática actuación durante la escena de confrontación con los padres de Quinn en "Ballad". Gerrick D. Kennedy, que escribió para Los Angeles Times, criticó la trama del embarazo en curso en el episodio "Hairografía", y observó que se encogía cada vez que aparecía Quinn en la pantalla. A la inversa, Bobby Hankinson, del Houston Chronicle, disfrutó a Quinn en el episodio y escribió: "Me encanta que ella pueda mantener su ventaja de Mean Girls mientras está tristemente triste o tan alegre como cuando cantaba Papa Don't Preach". Al revisar el episodio "Journey to Regionals", Darren Franich de Entertainment Weekly llamó a las escenas de parto de Quinn, intercaladas con Vocal Adrenaline interpretando "Bohemian Rhapsody" de Queen, "brillante" y "terrible". Él escribió: "Si nada más, definitivamente fue el La forma más llamativa de representar el proceso de nacimiento que he visto fuera de El milagro de la vida. Pero me gustó un poco. En algún lugar, Freddie Mercury asiente con orgullo y dice: 'Mundo, te perdono por  We Will Rock You'".